# Don Bosco (Buenos Aires)
Don Bosco is een plaats in het Argentijnse bestuurlijke gebied Quilmes in de provincie Buenos Aires. De plaats telt 20.876 inwoners.